# Eti Osa
Eti Osa est une zone de gouvernement local de l'État de Lagos au Nigeria.